# Radonyezsi Szergij
Radonyezsi Szergij (Rosztov Velikij, 1314. május 3. – Szergijev Poszad, 1392. szeptember 25.) szellemi vezető és szerzetesi reformátor a Moszkvai Hercegségben. Szarovi Szerafimmal együtt a keleti ortodoxia egyik legkiemelkedőbb szentje.

## Élete
A 14. század elején egy bojár családban született Rosztov (Jaroszlavl megye) közelében, azon a helyen, ahol (Троице-Сергиев_Варницкий_монастырь) most áll.  

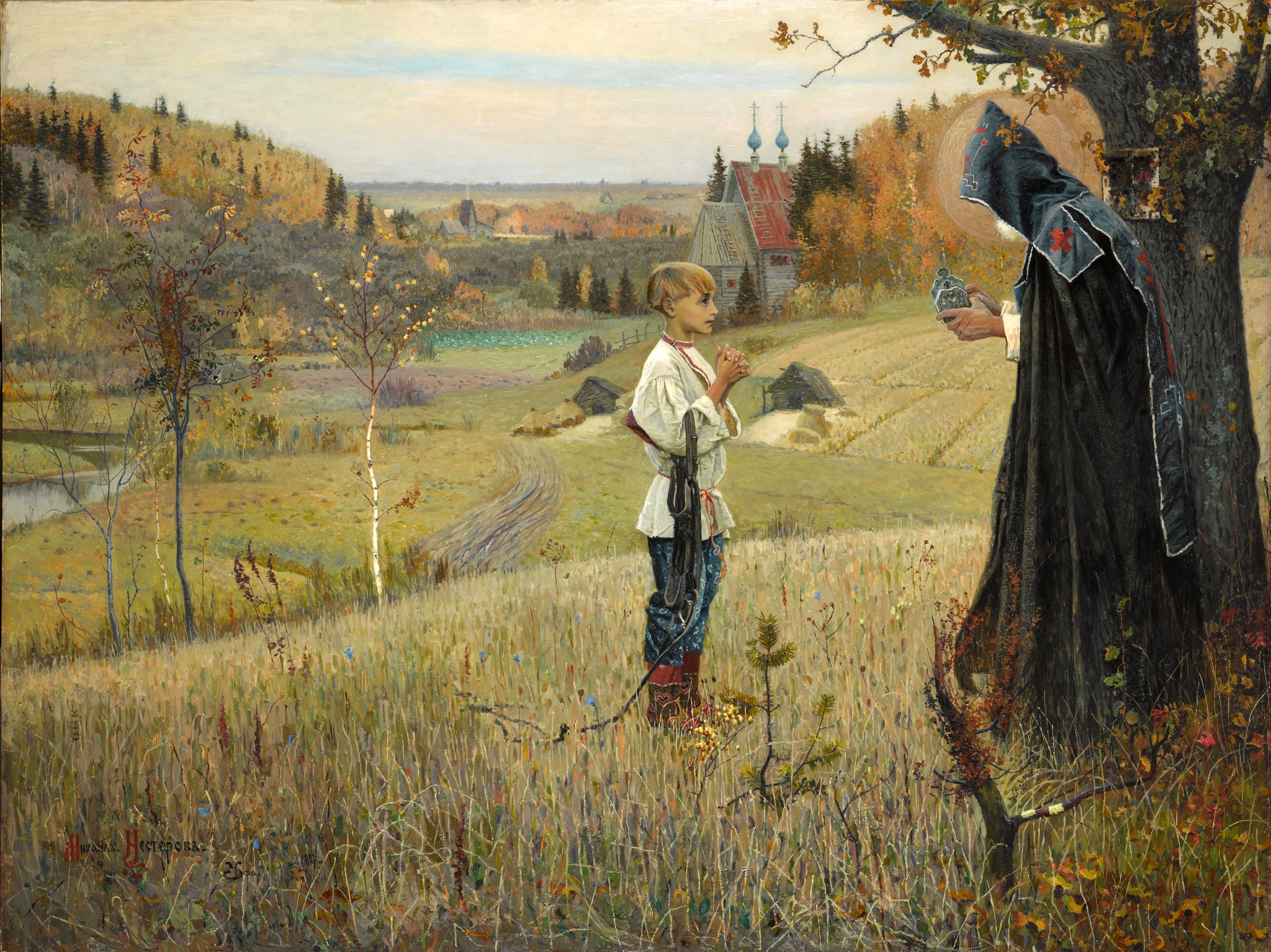
Az ifjú Bertalan, Mihail Neszterov (1890)

Bár intelligens fiú volt, Bertalannak nehezen ment az olvasás. Életrajza szerint egy szent atya találkozott vele egy napon, aki átadott neki egy darab prosphorát (szent kenyeret), attól a naptól kezdve csodálatos módon kiválóan tudott olvasni. Az ortodox keresztények angyali látogatásként említik az esetet. 

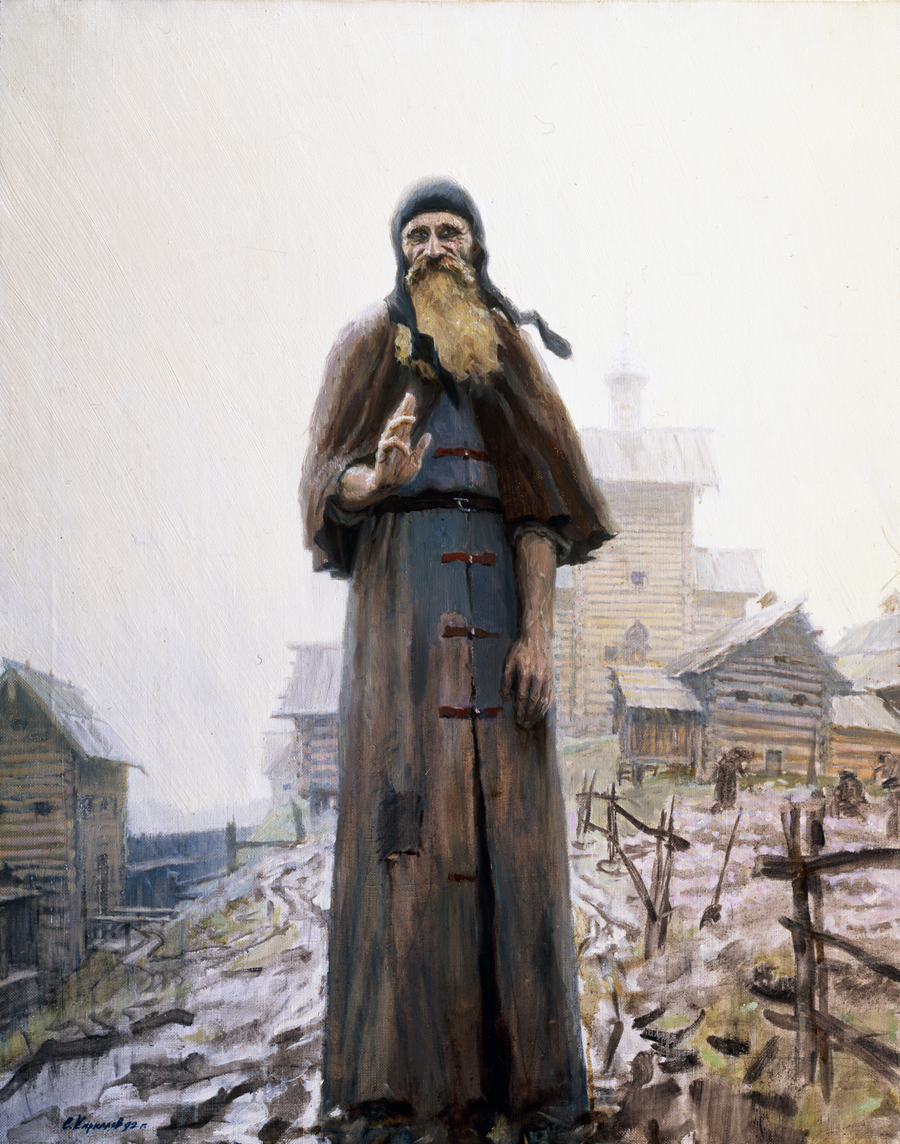
Radonyezsi Szergij áldása Szergej Kirillovtól

Amikor a Rosztovi Hercegség a Moszkvai Nagyhercegség Ivan Danilovics hercegének kezébe került, szülei, Kirill és Mária elszegényedtek, és három fiukkal, Stefannal, Bertalannal és Péterrel Radonyezsbe költöztek. 
Szülei halála után Bertalan a Moszkva melletti Khotkovoba ment, ahol bátyja, Stefan szerzetes volt. Meggyőzte Stefant, hogy keressen egy eldugottabb helyet az aszkéta életéhez. A Makovec-hegy mélyerdőjében elhatározták, hogy egy kis kolostori cellát és a Szentháromság tiszteletére szentelt templomot építenek. Így kezdődött a nagy Szentháromság-Szent története.

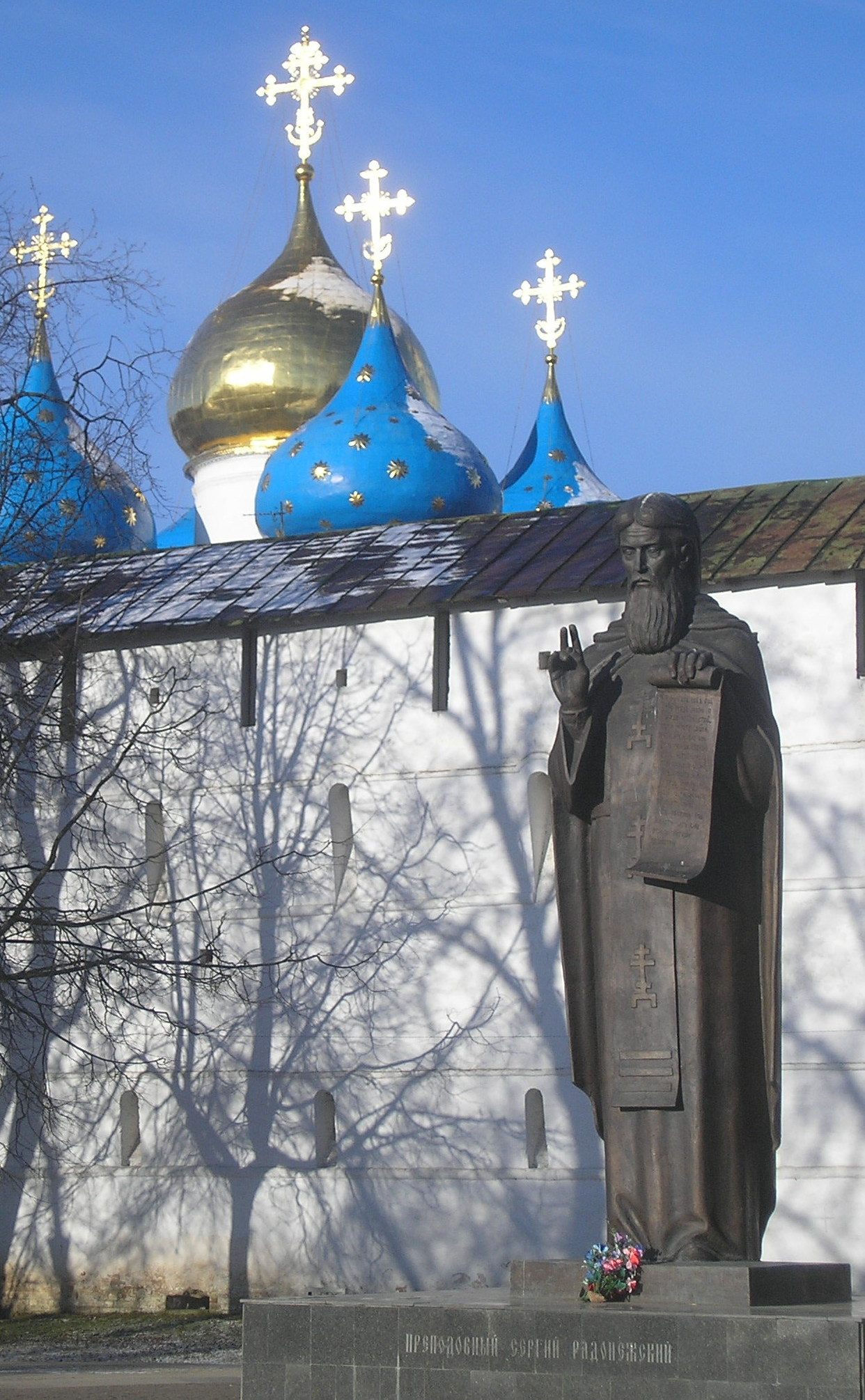
Szergij szobra a Trinity Lavra előtt

Szent Szergij és testvére a Radonyezs település melletti erdőben alapították meg a kolostort. Nemsokára a Szentháromság tiszteletére fatemplomot emeltek. A hagyomány szerint 1380-ban a hadba induló Dmitrij Ivanovics moszkvai nagyfejedelmet Szergij szerzetes megáldotta és megjósolta győzelmét. A Don-folyó melletti Kulikovo mezején megvívott sorsdöntő csatában az orosz seregek először arattak győzelmet az Arany Horda csapatai felett, a fejedelem ezután kapta a Donszkoj nevet. A kolostornak híre kelt, Szergijnek számos követője, tanítványa támadt, akik közül többen az északi földeken újabb kolostorokat alapítottak. A sok különálló orosz fejedelemség idején ezek a kolostorok a széthúzás helyett az összetartozást képviselték, végső soron pedig az egységesülő ország és a központi hatalom megerősödését szolgálták. Szergij atya 1392-be hunyt el és 60 évvel később szentté avatták. Romlatlan ereklyéit 1422-ben találták meg. Sírja a kolostorral együtt zarándokhellyé vált.

## Galéria

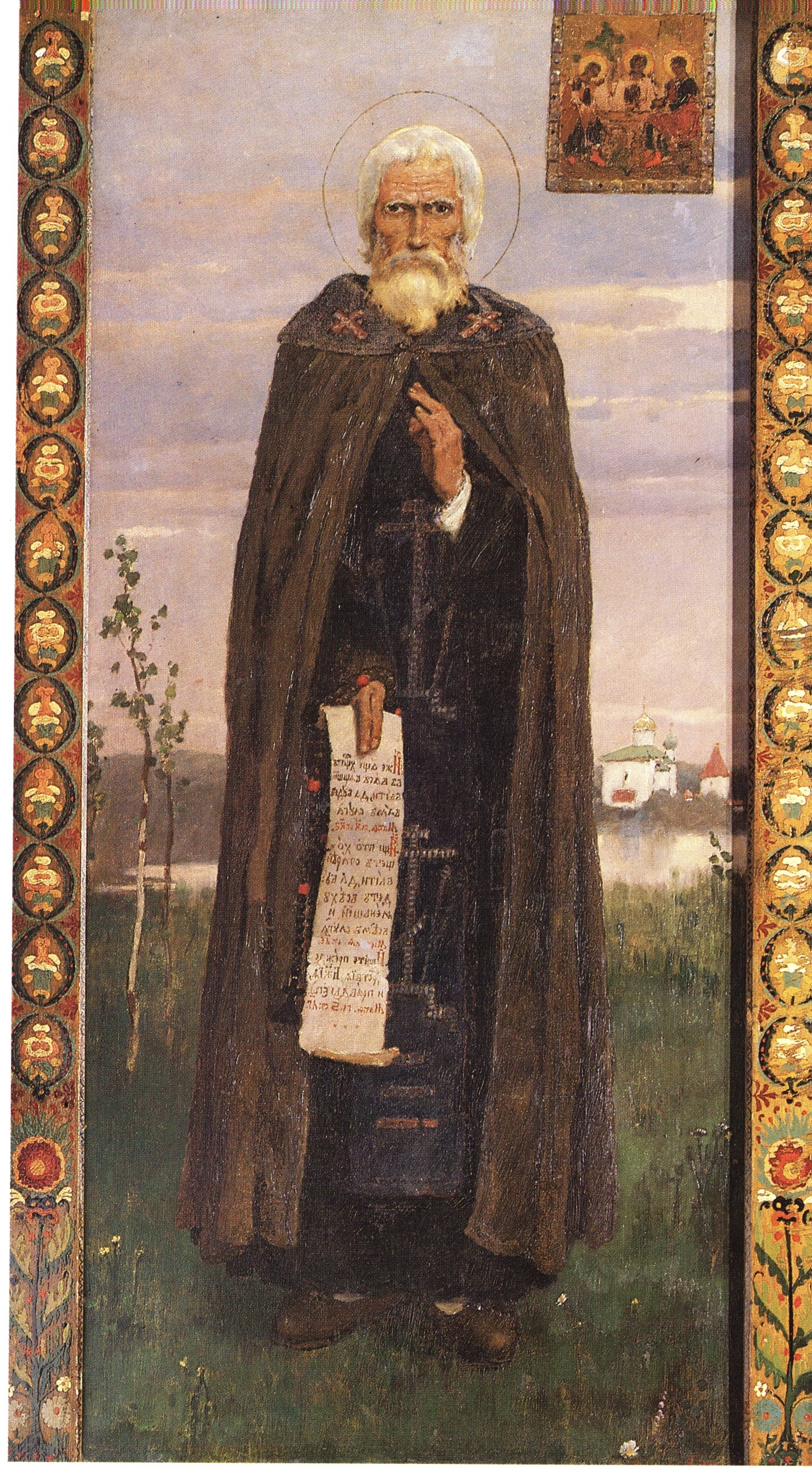
Radonyezsi Szergij ikonja, amelyet Viktor Vasnyecov festett az Abramcevo templom számára, 1882.
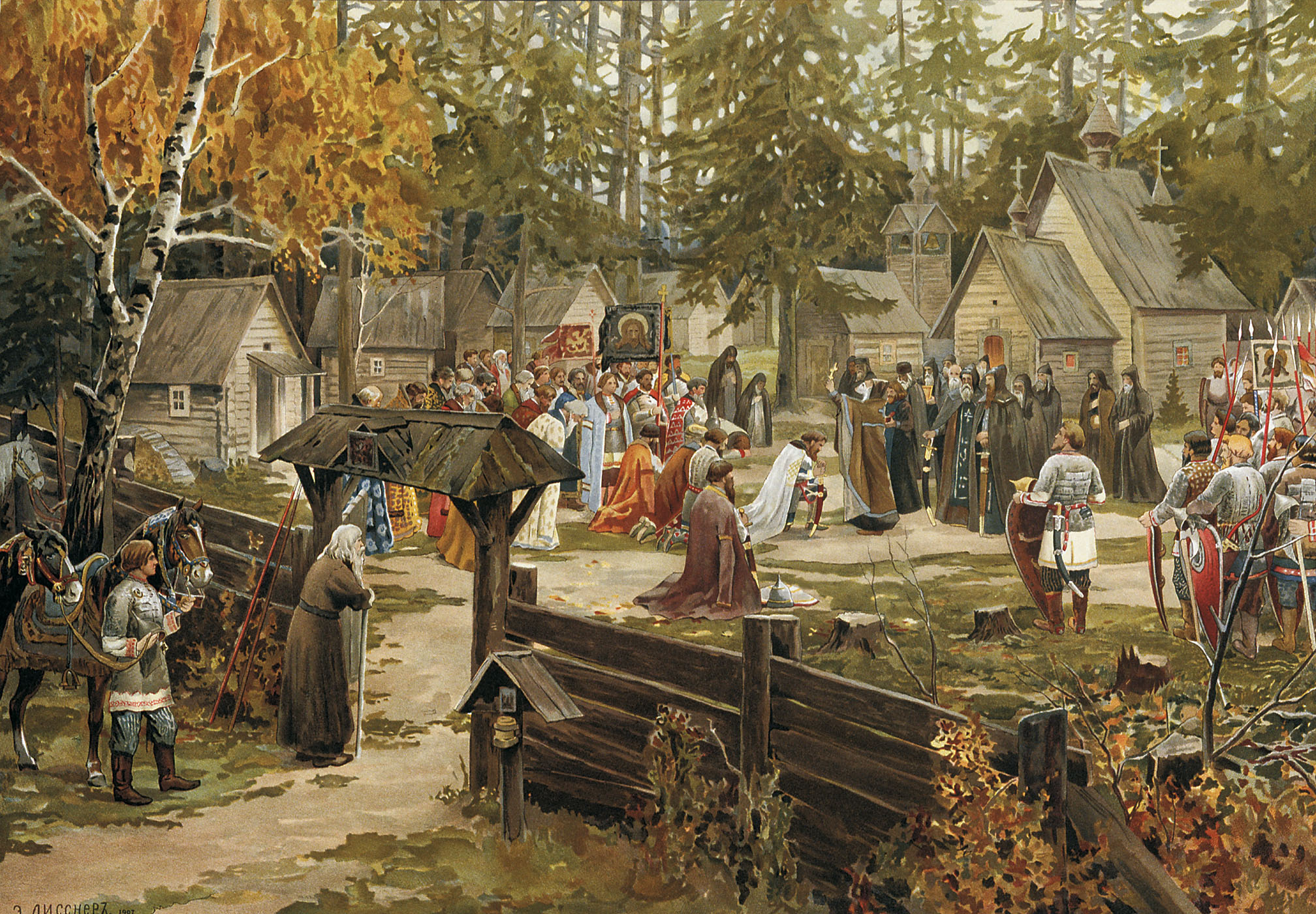
Ernst Lissner festményén Radonyezsi Szergij megáldja Dmitrij Donszkoit a kulikovoi csata előtt.
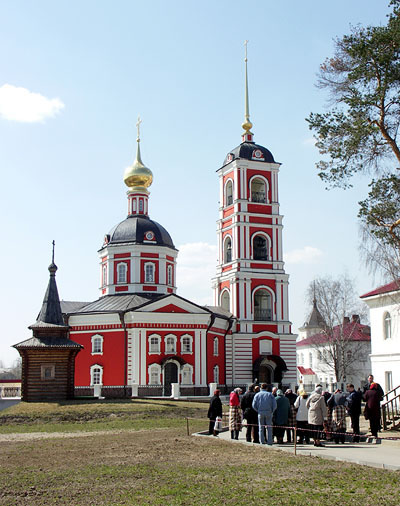
Varnitsy Szent Szergij kolostor a szent szülőhelyének állít emléket.
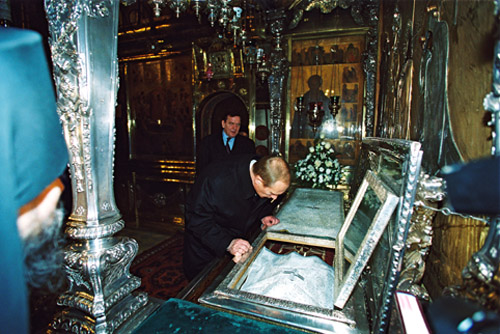
A Szentháromság-Szent Szergij ereklyéit tartalmazó ereklyetartója. Sergius, Lavra, Sergiev Posad .
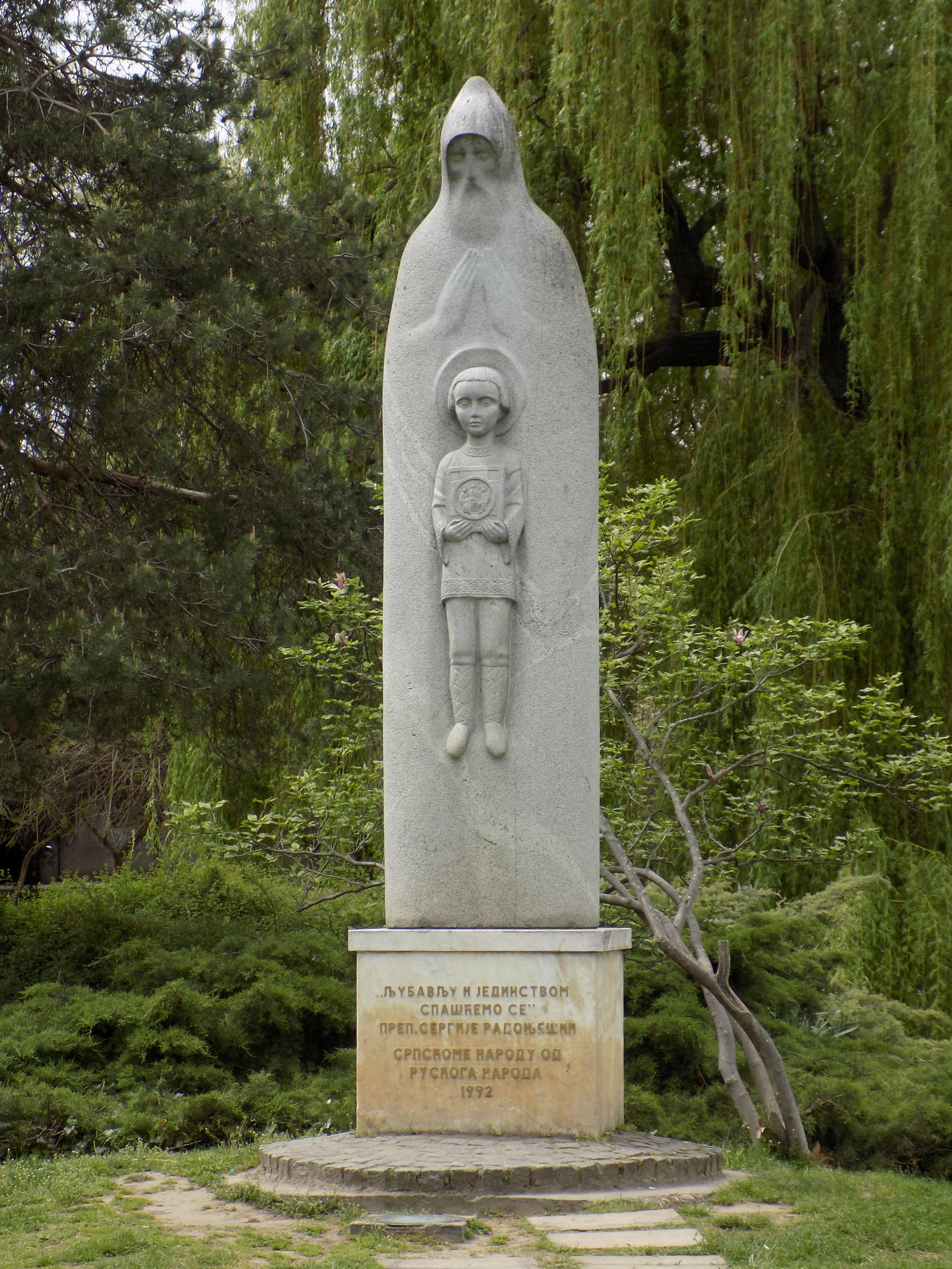
Vjacseszlav Klikov Radonyezsi Szent Szergiusz szobra a Duna Parkban, Újvidék, Szerbia, 1992.

## Fordítás
Ez a szócikk részben vagy egészben  a   Sergius of Radonezh című angol Wikipédia-szócikk ezen változatának fordításán alapul.  Az eredeti cikk szerkesztőit annak laptörténete sorolja fel. Ez a jelzés csupán a megfogalmazás eredetét és a szerzői jogokat jelzi, nem szolgál a cikkben szereplő információk forrásmegjelöléseként.